# Photo-Secession

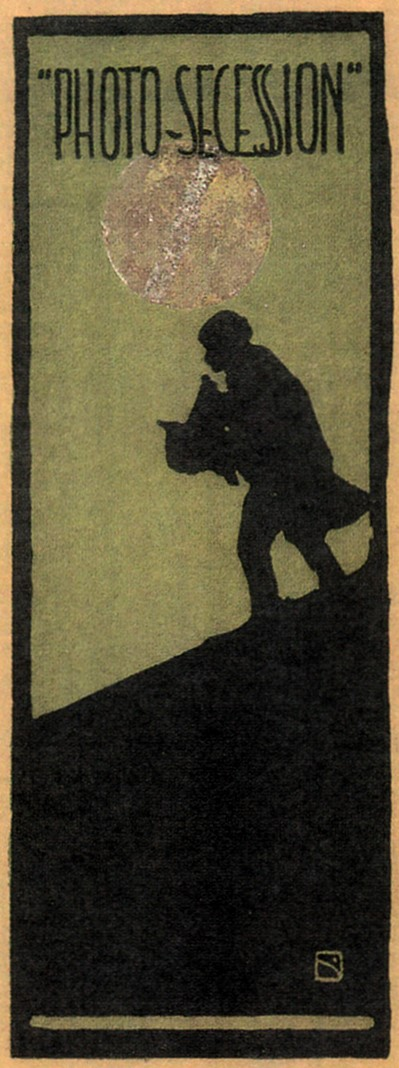
Annons för Photo-Secession.

Photo-Secession var en grupp som bildades 1902 av Alfred Stieglitz och en grupp piktorialister med syfte att arbeta för att fotografin skulle erkännas som konst.
För att nå sitt mål gjorde man kampanjer med fotoutställningar i eget galleri och i andra galleriet, samt i publikationen Camera Work. För Stieglitz var Photo-Secession att se som en protest och ett sätt att skilja sig från de fotoorganisationer som hade bildats inom amatörfotografin. Photo-Secession gav dem en möjlighet att definiera och visa vad bildmässig fotografi (pictorial photography) kunde vara.

## Bakgrund
Under 1800-talet hade organisationer som Camera Club i New York och Photographic Society of Philadelphia gjort mycket för att hjälpa fotografer med träning, tillgång till mörkrum och möjlighet att visa upp sina alster. Men med introduktionen av gelatintorrplåten (1870) och introduktionen av Kodakkameran 1880 hade intresset för fotografi blivit mera spritt och dess utövare hade också mer varierade intressen. Detta bidrog till att intresset för piktorialismen ökade och även för att motverka att fotografin skulle ses som en enkel mekanisk process. Påverkade av impressionismen och symbolismen arbetade piktorialisterna (New School) med mjukt fokus, hög- och lågdagrar och med bilder som var kraftigt manipulerade, för att visa fotografens möjligheter att påverka bildens utseende. Den gamla skolan (Old School) ansåg att piktorialismen gav dåliga bilder. Efter flera år då piktorialismen hade dominerat scenen, återfick traditionalisterna makten, och som ett följd av detta och som protest skapade Alfred Stiegler gruppen Photo-Secession.
Stieglitz var vicepresident i Camera Club. När han ville arbete för piktorialism i klubbens tidning Camera Notes (som Stiglietz hade skapat), mötte han motstånd och avgick.
1903 startade Alfred Stieglitz tidskriften Camera Work, i vilken han presenterade piktorialistiska bilder. Tidskriften utkom i 50 nummer fram till 1917. 1905 hyrde Stieglitz några rum högst upp i byggnaden 291 Fifth Avenue. Det blev Photo-Secessions galleri och hemvist fram tilll 1917.

## Piktorialismen som konst
Från 1908 började Stiegler tröttna på sin ständiga kamp att främja piktorialismen. Stiegler och Photo-Secession ordnade i slutet av 1910 en omfattande utställning, ”the International Exhibition of Pictorial Photography” I Albright Art Gallery i Buffalo. Det var den sista utställningen av Photo-Secessions fotografer i Stieglitz regi. Utställningen dokumenterade översiktligt rörelsens arbete och legitimitet. I och med utställningen i Albright Art Gallery kunde Stiglitz hävda att Photo-Secessions mål att få piktorismen ansedd som konst hade infriats.